# Белолики паук-мајмун
Белолики паук-мајмун (лат. Ateles marginatus) је врста примата (Primates) из породице пауколиких мајмуна (Atelidae).

## Распрострањење
Ареал врсте је ограничен на једну државу. Бразил је једино познато природно станиште врсте.

## Станиште
Станишта врсте су шуме и саване. Врста је присутна на подручју реке Амазон у Јужној Америци. 

## Угроженост
Ова врста се сматра угроженом.